# Apollonio Nasini
Apollonio Nasini (Firenze, 7 agosto 1692 – Siena, 18 aprile 1768) è stato un pittore italiano, esponente del tardo barocco toscano.

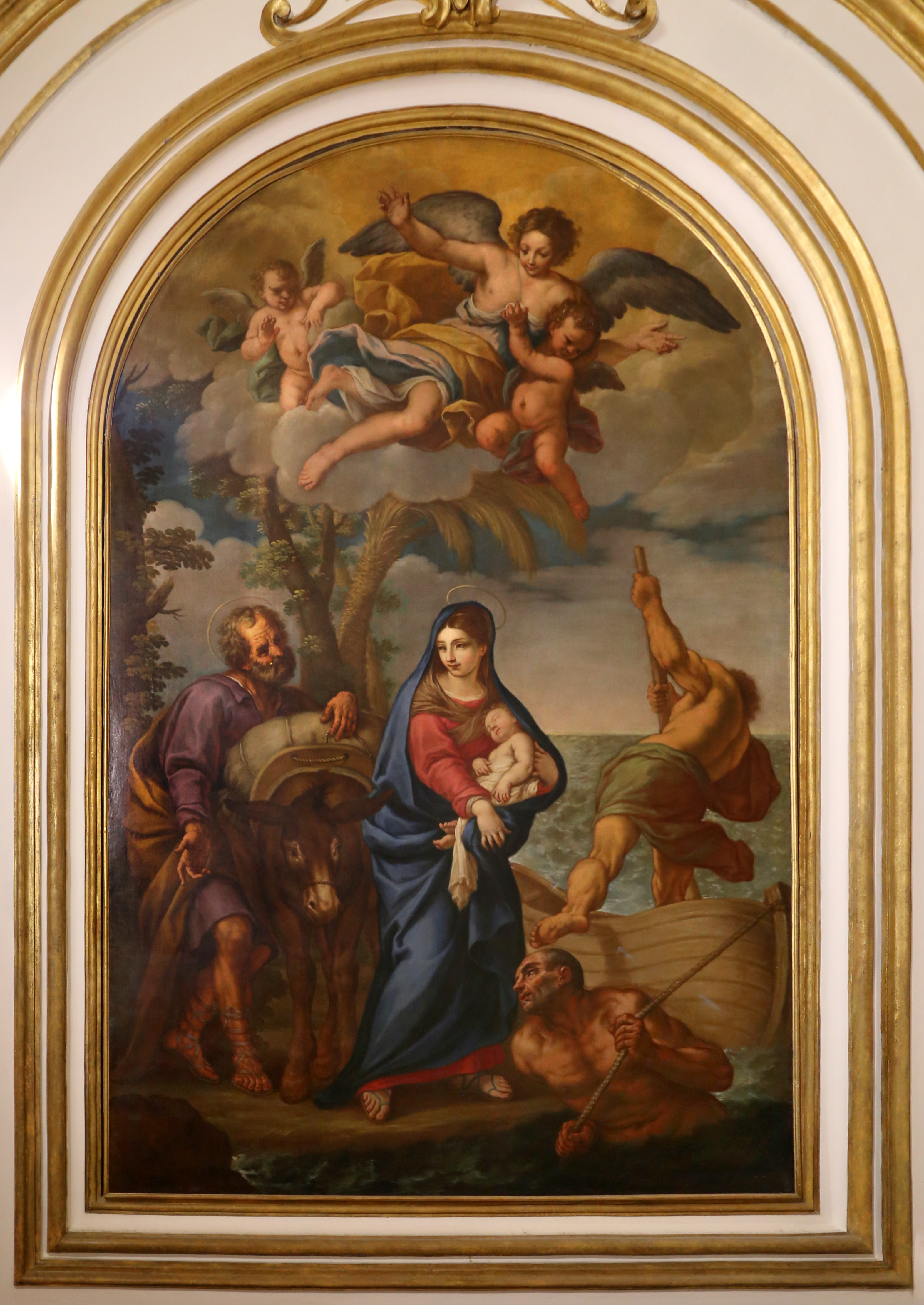
Giuseppe Nicola e Apollonio Nasini, Fuga in Egitto, cappella della Madonna, Santa Maria della Scala

Fu l'ultimo dei pittori della dinastia amiatina dei Nasini.

## Biografia
Figlio primogenito di Giuseppe Nicola ed Elisabetta Neri, fratello di Cosimo Gaetano e Francesca, nacque a Firenze nel 1692 in una famiglia di illustri pittori.
Seguì il padre a Siena e poi a Roma, dove dipinse varie tale, molte di esse perdute. Dal 1722 a 1727 lavorò a Lucca. Si trasferì stabilmente a Siena, dove continuò a collaborare con il padre decorando, tra i vari, la chiesa di San Gaetano, la certosa di Maggiano e la cappella Bichi-Borghesi della Presentazione della Vergine a Scorgiano. Proseguì l'attività dopo la morte del padre. Si ricordano: la Genealogia di san Giuseppe (1735) sulla volta dell'ingresso della chiesa di San Giuseppe, le tele del Sogno di san Giuseppe e del Riposo durante la fuga in Egitto (1736) nella chiesa di San Giuseppe di Castel del Piano, gli affreschi di Sant'Agostino che contempla la città di Dio, la Confutazione delle eresie e l'Apoteosi di sant'Agostino (1741-1743) nell'omonimo convento.
Ebbe in totale sette figli: Pietro Antonio, Clemente Gregorio, Elisabetta, Antonio, Giovanni, Giovanna e Giuseppe, ma solo Elisabetta gli sopravvisse.
Un suo Autoritratto a pastello è conservato al Museo nazionale di Stoccolma.